# Adonis bobroviana
Adonis bobroviana là một loài thực vật có hoa trong họ Mao lương. Loài này được Simonov. mô tả khoa học đầu tiên năm 1968.